# Candidatura de Lausanne aos JOJ de Inverno de 2020
Lausanne 2020 foi a candidatura bem-sucedida de Lausanne e do Comité Olímpico Suíço para acolher os Jogos Olímpicos de Inverno da Juventude de 2020. O Comité Olímpico Internacional (COI) procedeu à eleição a 31 de Julho de 2015 Kuala Lumpur, Malásia, a propósito da sua 128ª Sessão. Lausanne ganhou.

## História

### Cidade candidata

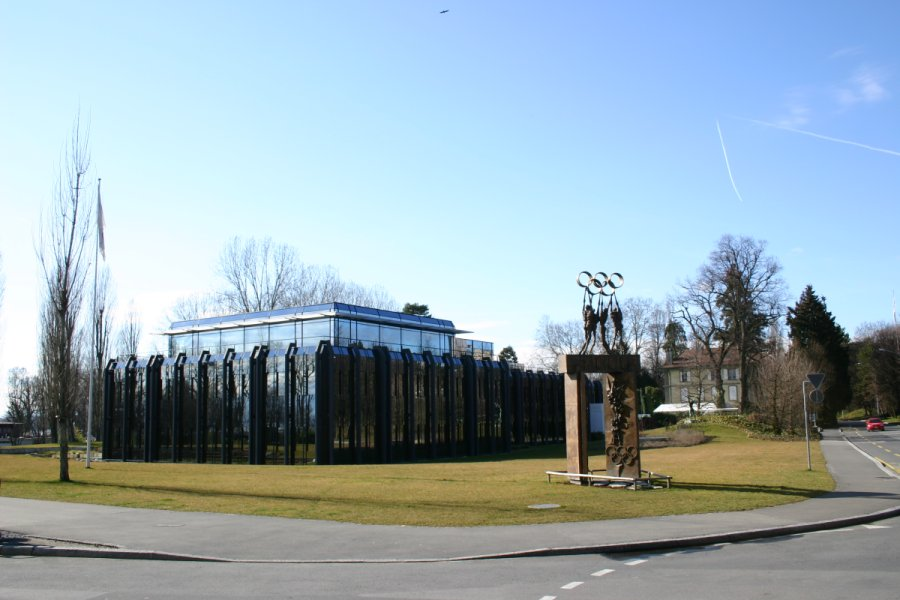
Sede do Comité Olímpico Internacional em Lausanne.

A candidatura de Lausanne às Olimpíadas de Inverno da Juventude de 2020 foi confirmada a 12 de Julho de 2013. A cidade é onde se localiza a sede do COI e de várias federações internacionais. A candidatura foi posta oficialmente em marcha em Agosto de 2013, e a 12 de Dezembro do mesmo ano a cidade assinou o Procedimento de Candidatura aos JOJ.

## Candidaturas anteriores
A cidade de Lausanne candidatou-se a diversas Olimpíadas no passado. Em 1936, candidatou-se aos Jogos Olímpicos de Verão, mas Berlim é que foi eleita. Tentou novamente para a edição de 1944, mas mais uma vez sem sucesso, já que a sede escolhida foi Londres (os Jogos foram, contudo, cancelados devido à 2ª Guerra Mundial). Por fim, Lausanne candidatou-se aos Jogos Olímpicos de Verão de 1960, que acabaram por se realizar em Roma.
Quanto a outras cidades suíças, São Moritz foi a sede das Olimpíadas de Inverno de 1928 e 1948, tentanto também sem sucesso acolher as edições de 1936 (Garmisch-Partenkirchen) e 1960 (Squaw Valley).
Já Sion candidatou-se a sediar os Jogos Olímpicos de Inverno de 1976 (Denver ganhou, mas desistiu e passou para Innsbruck), 2002 (Salt Lake City) e 2006 (Turim).

## Infraestruturas propostas
Referências:

### Lausanne
- Palais de Beaulieu - Patinação artística e de velocidade em pista curta; curling
- Stade Pierre de Coubertin - Cerimónias de abertura e de encerramento;[11]
- UNIL-EPFL Sport Centre - Patinação de velocidade
- Centre intercommunal de glace de Malley - Hóquei no gelo
- Lausanne campus - Aldeia Olímpica

### Jura
- Prémanon, França - Saltos de esqui, biatlo, combinado nórdico
- Le Brassus - Esqui cross-country

### Alpes
- Leysin
- Les Mosses
- Les Diablerets
- Villars-sur-Ollon